# Малдро (Оклахома)
Малдро (англ. Muldrow) — місто (англ. town) в США, в окрузі Секвоя штату Оклахома. Населення — 3272 особи (2020).

## Географія
Малдро розташоване за координатами 35°24′12″ пн. ш. 94°35′51″ зх. д. / 35.40333° пн. ш. 94.59750° зх. д. (35.403420, -94.597523).  За даними Бюро перепису населення США в 2010 році місто мало площу 11,31 км², з яких 11,17 км² — суходіл та 0,13 км² — водойми.

## Демографія
Згідно з переписом 2010 року, у місті мешкало 3466 осіб у 1299 домогосподарствах у складі 929 родин. Густота населення становила 307 осіб/км².  Було 1480 помешкань (131/км²).
Расовий склад населення:
| - 70,6 % — білих - 16,6 % — корінних американців - 1,6 % — чорних або афроамериканців - 0,5 % — азіатів - 1,3 % — осіб інших рас |

До двох чи більше рас належало 9,4 %. Частка іспаномовних становила 4,8 % від усіх жителів.
За віковим діапазоном населення розподілялося таким чином: 28,6 % — особи молодші 18 років, 58,3 % — особи у віці 18—64 років, 13,1 % — особи у віці 65 років та старші. Медіана віку мешканця становила 35,6 року. На 100 осіб жіночої статі у місті припадало 90,2 чоловіків;  на 100 жінок у віці від 18 років та старших — 88,7 чоловіків також старших 18 років.
Середній дохід на одне домашнє господарство  становив 41 076 доларів США (медіана — 33 000), а середній дохід на одну сім'ю — 47 412 долари (медіана — 43 042). Медіана доходів становила 34 710 доларів для чоловіків та 30 500 доларів для жінок. За межею бідності перебувало 30,6 % осіб, у тому числі 43,5 % дітей у віці до 18 років та 29,7 % осіб у віці 65 років та старших.
Цивільне працевлаштоване населення становило 1431 осіб. Основні галузі зайнятості: освіта, охорона здоров'я та соціальна допомога — 26,3 %, виробництво — 22,7 %, мистецтво, розваги та відпочинок — 19,8 %.